# Йосип Лукачевич
Йосип Лукачевич (босн. Josip Lukačević, нар. 3 листопада 1983, Брчко, СФРЮ) — боснійський футболіст, півзахисник австрійського клубу «Голлінг». Виступав, зокрема, за клуб «Осієк», а також національну збірну Боснії і Герцеговини.

## Клубна кар'єра
Кар'єру гравця розпочав у «Ораш'є». 2005 року перейшов до сплітського «Хайдука», але не зігравши жодного офіційного матчу повернувся на батьківщину, де підписав контракт з клубом «Широкі Брієг», у складі якого відіграв сезон 2005/06 років та став чемпіоном країни. У 2006 році виступав у хорватському «Граничарі». У 2007 році повернувся в Боснію, де виступав у складі «Челіка» (Зеніца). Влітку 2008 року, на запрошення Зорана Вулича, перейшов у клуб російської Прем'єр-ліги «Промінь-Енергія». У владивостоцькій команді дебютував 16 липня 2008 року в нічийному (0:0) домашньому поєдинку 10-го туру проти санкт-петербурзького «Зеніту». Йосип вийшов на поле на 70-ій хвилині, замінивши Олександра Данцева. У липні-серпні 2008 року зіграв 6 матчів у чемпіонаті Росії. Наприкінці 2008 року на правах вільного агента поїхав грати в Хорватію, підписавши контракт з «Цибалією», кольори якої захищав до 2010 року. З 2010 по 2012 роки виступав у складі «Осієка», а в 2013 році перейшов до «Лучка». У 2014 році виїхав до Австрії, де став гравцем нижчолігового «Голлінга».

## Виступи за збірні
Протягом 2004–2007 років залучався до складу молодіжної збірної Боснії і Герцеговини. На молодіжному рівні зіграв у 8 офіційних матчах.
2007 року дебютував в офіційних матчах у складі національної збірної Боснії і Герцеговини.

## Досягнення
- Прем'єр-ліга БіГ
  -  Чемпіон (1): 2005/06

- Кубок Боснії і Герцеговини
  -  Фіналіст (1): 2005/06

- Чемпіонат Хорватії
  -  Бронзовий призер (1): 2009/10